# Port lotniczy Zabol
Port lotniczy Zabol (IATA: ACZ, ICAO: OIZB) – międzynarodowy port lotniczy położony ok. 10 km na północny wschód od miasta Zabol w Iranie.